# Will Smith/Auszeichnungen für Musikverkäufe

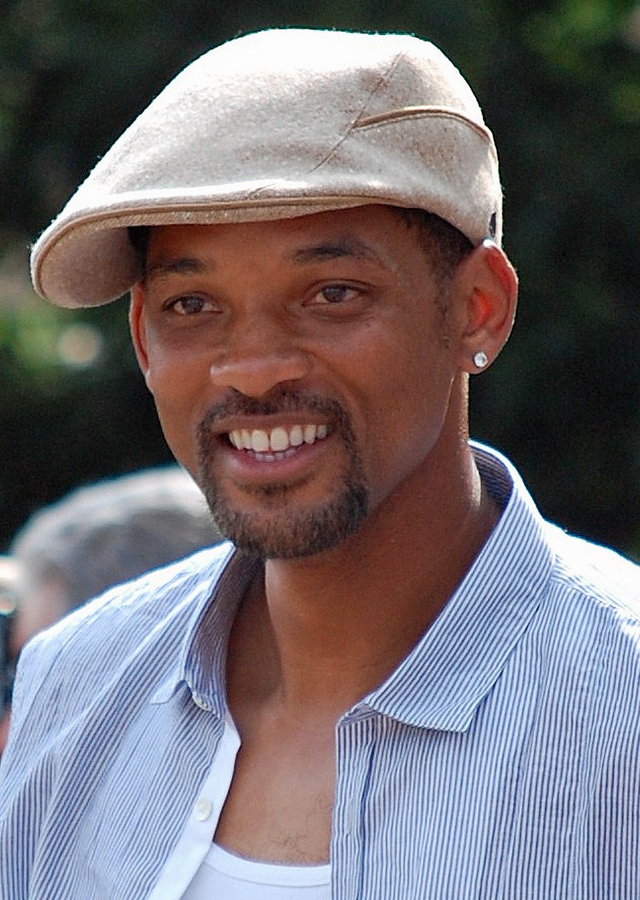
Will Smith (2010)

Dies ist eine Übersicht über die Auszeichnungen für Musikverkäufe des US-amerikanischen Rappers Will Smith und seines Pseudonyms The Fresh Prince. Die Auszeichnungen finden sich nach ihrer Art (Gold, Platin usw.), nach Staaten getrennt in chronologischer Reihenfolge, geordnet sowie nach den Tonträgern selbst, ebenfalls in chronologischer Reihenfolge, getrennt nach Medium (Alben, Singles usw.), wieder.

## Auszeichnungen
| - Frankreich - 1998: für die Single Gettin’ Jiggy wit It - Vereinigtes Königreich - 1994: für die Autorenbeteiligung Boom! Shake the Room - 1999: für die Single Boy You Knock Me Out - 2005: für das Album Lost and Found - 2013: für die Single Just the Two of Us - 2013: für die Single Will2K - 2023: für das Lied Prince Ali - Australien - 1999: für das Album Big Willie Style - 1999: für die Single Wild Wild West - 1999: für die Single Will2K - 2000: für das Album Willennium - 2002: für die Single Black Suits Comin’ (Nod Ya Head) - Belgien - 1998: für die Single Gettin’ Jiggy wit It - 1999: für das Album Big Willie Style - 1999: für das Album Willennium - 1999: für die Single Miami - Brasilien - 2024: für das Lied Arabian Nights - Dänemark - 2022: für die Single Gettin’ Jiggy wit It - Deutschland - 1994: für die Autorenbeteiligung Boom! Shake the Room - 1999: für die Single Wild Wild West - 2023: für die Single Miami - Frankreich - 1999: für das Album Willennium - 1999: für die Single Wild Wild West - Italien - 2023: für die Single Miami - Japan - 1999: für das Album Willennium - Mexiko - 2019: für die Single Live It Up - 2020: für das Lied Prince Ali - Neuseeland - 1998: für die Single Just the Two of Us - 1999: für die Single Wild Wild West - 2000: für das Album Willennium - 2000: für die Single Will2K - 2005: für die Single Switch - 2020: für das Album Greatest Hits - Niederlande - 1997: für die Single Men in Black - 1998: für das Album Big Willie Style - Norwegen - 1999: für das Album Big Willie Style - 2000: für die Single Wild Wild West - 2002: für die Single Black Suits Comin’ (Nod Ya Head) - Österreich - 1997: für die Single Men in Black - Schweden - 1998: für die Single Gettin’ Jiggy wit It - 1998: für das Album Big Willie Style - 1999: für die Single Miami - Schweiz - 1997: für die Single Men in Black - 1999: für das Album Big Willie Style - 1999: für die Single Wild Wild West - 1999: für das Album Willennium - 2018: für die Single Live It Up - Vereinigte Staaten - 1989: für die Autorenbeteiligung und Produktion Parents Just Don’t Understand - 1991: für die Single Voices That Care - 1991: für die Videosingle Voices That Care - 1991: für die Autorenbeteiligung Ring My Bell - 1993: für die Autorenbeteiligung Boom! Shake the Room - 1998: für die Single Gettin’ Jiggy wit It - 1999: für die Single Wild Wild West - 2000: für das Videoalbum The Will Smith Music Video Collection - 2002: für das Album Born to Reign - 2005: für das Album Lost and Found - 2005: für die Single Switch - 2021: für das Lied Prince Ali - Vereinigtes Königreich - 1999: für die Single Wild Wild West - 2013: für das Album Greatest Hits - 2023: für die Single Switch - 2024: für das Lied Friend Like Me | - Australien - 1993: für die Autorenbeteiligung Boom! Shake the Room - 1998: für die Single Gettin’ Jiggy wit It - 2005: für die Single Switch - Belgien - 1997: für die Single Men in Black - 1999: für die Single Wild Wild West - Dänemark - 2024: für die Single Miami - Europa - 1999: für das Album Willennium - Frankreich - 1999: für das Album Big Willie Style - Neuseeland - 1997: für die Single Men in Black - 1998: für das Album Big Willie Style - Norwegen - 1997: für die Single Men in Black - Polen - 2022: für die Single Live It Up - Schweden - 1997: für die Single Men in Black - Vereinigte Staaten - 1991: für das Autorenbeteiligung Summertime - 1991: für die Single Voices That Care - 2023: für das Lied Friend Like Me - Vereinigtes Königreich - 2019: für die Single Gettin’ Jiggy wit It - 2022: für das Autorenbeteiligung Summertime | - Deutschland - 1997: für die Single Men in Black - Australien - 1997: für die Single Men in Black - Europa - 2004: für das Album Big Willie Style - Kanada - 1999: für das Album Willennium - Mexiko - 2025: für die Single Está rico - Neuseeland - 2024: für die Single Gettin’ Jiggy wit It - Spanien - 2024: für die Single Está Rico - Vereinigte Staaten - 1999: für das Album Willennium - Vereinigtes Königreich - 1999: für das Album Big Willie Style - 2022: für die Single Men in Black - 2024: für die Single Miami - Kanada - 1999: für das Album Big Willie Style - Vereinigte Staaten - 2000: für das Album Big Willie Style - Frankreich - 1997: für die Single Men in Black |

## Auszeichnungen nach Alben

### Big Willie Style
| Land/Region                  | Auszeichnungen für Musikverkäufe (Land/Region, Auszeichnung, Verkäufe) | Verkäufe   |
| ---------------------------- | ---------------------------------------------------------------------- | ---------- |
| Australien (ARIA)            | Gold                                                                   | 35.000     |
| Belgien (BRMA)               | Gold                                                                   | (25.000)   |
| Europa (IFPI)                | 2× Platin                                                              | 2.000.000  |
| Frankreich (SNEP)            | Platin                                                                 | (300.000)  |
| Kanada (MC)                  | 6× Platin                                                              | 600.000    |
| Neuseeland (RMNZ)            | Platin                                                                 | 15.000     |
| Niederlande (NVPI)           | Gold                                                                   | (50.000)   |
| Norwegen (IFPI)              | Gold                                                                   | (25.000)   |
| Schweden (IFPI)              | Gold                                                                   | (40.000)   |
| Schweiz (IFPI)               | Gold                                                                   | (25.000)   |
| Vereinigte Staaten (RIAA)    | 9× Platin                                                              | 9.000.000  |
| Vereinigtes Königreich (BPI) | 2× Platin                                                              | (600.000)  |
| Insgesamt                    | 6× Gold · 21× Platin ·                                                 | 11.650.000 |

### Willennium
| Land/Region                  | Auszeichnungen für Musikverkäufe (Land/Region, Auszeichnung, Verkäufe) | Verkäufe  |
| ---------------------------- | ---------------------------------------------------------------------- | --------- |
| Australien (ARIA)            | Gold                                                                   | 35.000    |
| Belgien (BRMA)               | Gold                                                                   | (25.000)  |
| Europa (IFPI)                | Platin                                                                 | 1.000.000 |
| Frankreich (SNEP)            | Gold                                                                   | (100.000) |
| Japan (RIAJ)                 | Gold                                                                   | 100.000   |
| Kanada (MC)                  | 2× Platin                                                              | 200.000   |
| Neuseeland (RMNZ)            | Gold                                                                   | 7.500     |
| Schweiz (IFPI)               | Gold                                                                   | (25.000)  |
| Vereinigte Staaten (RIAA)    | 2× Platin                                                              | 2.000.000 |
| Vereinigtes Königreich (BPI) | Platin                                                                 | (300.000) |
| Insgesamt                    | 6× Gold · 6× Platin ·                                                  | 3.342.500 |

### Born to Reign
| Land/Region               | Auszeichnungen für Musikverkäufe (Land/Region, Auszeichnung, Verkäufe) | Verkäufe |
| ------------------------- | ---------------------------------------------------------------------- | -------- |
| Vereinigte Staaten (RIAA) | Gold                                                                   | 500.000  |
| Insgesamt                 | 1× Gold ·                                                              | 500.000  |

### Greatest Hits
| Land/Region                  | Auszeichnungen für Musikverkäufe (Land/Region, Auszeichnung, Verkäufe) | Verkäufe |
| ---------------------------- | ---------------------------------------------------------------------- | -------- |
| Neuseeland (RMNZ)            | Gold                                                                   | 7.500    |
| Vereinigtes Königreich (BPI) | Gold                                                                   | 100.000  |
| Insgesamt                    | 2× Gold ·                                                              | 107.500  |

### Lost and Found
| Land/Region                  | Auszeichnungen für Musikverkäufe (Land/Region, Auszeichnung, Verkäufe) | Verkäufe |
| ---------------------------- | ---------------------------------------------------------------------- | -------- |
| Vereinigte Staaten (RIAA)    | Gold                                                                   | 500.000  |
| Vereinigtes Königreich (BPI) | Gold                                                                   | 500.000  |
| Insgesamt                    | 1× Silber · 1× Gold ·                                                  | 560.000  |

## Auszeichnungen nach Singles

### Voices That Care
| Land/Region               | Auszeichnungen für Musikverkäufe (Land/Region, Auszeichnung, Verkäufe) | Verkäufe |
| ------------------------- | ---------------------------------------------------------------------- | -------- |
| Vereinigte Staaten (RIAA) | Gold · + Platin (Videosingle)                                          | 550.000  |
| Insgesamt                 | 1× Gold · 1× Platin ·                                                  | 550.000  |

### Men in Black
| Land/Region                  | Auszeichnungen für Musikverkäufe (Land/Region, Auszeichnung, Verkäufe) | Verkäufe  |
| ---------------------------- | ---------------------------------------------------------------------- | --------- |
| Australien (ARIA)            | 2× Platin                                                              | 140.000   |
| Belgien (BRMA)               | Platin                                                                 | 50.000    |
| Deutschland (BVMI)           | 3× Gold                                                                | 750.000   |
| Frankreich (SNEP)            | Diamant                                                                | 750.000   |
| Neuseeland (RMNZ)            | Platin                                                                 | 10.000    |
| Niederlande (NVPI)           | Gold                                                                   | 50.000    |
| Norwegen (IFPI)              | Platin                                                                 | 20.000    |
| Österreich (IFPI)            | Gold                                                                   | 25.000    |
| Schweden (IFPI)              | Platin                                                                 | 30.000    |
| Schweiz (IFPI)               | Gold                                                                   | 25.000    |
| Vereinigtes Königreich (BPI) | 2× Platin                                                              | 1.200.000 |
| Insgesamt                    | 4× Gold · 9× Platin · 1× Diamant ·                                     | 3.050.000 |

### Gettin’ Jiggy wit It
| Land/Region                  | Auszeichnungen für Musikverkäufe (Land/Region, Auszeichnung, Verkäufe) | Verkäufe  |
| ---------------------------- | ---------------------------------------------------------------------- | --------- |
| Australien (ARIA)            | Platin                                                                 | 70.000    |
| Belgien (BRMA)               | Gold                                                                   | 25.000    |
| Dänemark (IFPI)              | Gold                                                                   | 45.000    |
| Frankreich (SNEP)            | Silber                                                                 | 125.000   |
| Neuseeland (RMNZ)            | 2× Platin                                                              | 60.000    |
| Schweden (IFPI)              | Gold                                                                   | 15.000    |
| Vereinigte Staaten (RIAA)    | Gold                                                                   | 900.000   |
| Vereinigtes Königreich (BPI) | Platin                                                                 | 600.000   |
| Insgesamt                    | 1× Silber · 4× Gold · 4× Platin ·                                      | 1.840.000 |

### Just the Two of Us
| Land/Region                  | Auszeichnungen für Musikverkäufe (Land/Region, Auszeichnung, Verkäufe) | Verkäufe |
| ---------------------------- | ---------------------------------------------------------------------- | -------- |
| Neuseeland (RMNZ)            | Gold                                                                   | 5.000    |
| Vereinigtes Königreich (BPI) | Silber                                                                 | 200.000  |
| Insgesamt                    | 1× Silber · 1× Gold ·                                                  | 205.000  |

### Miami
| Land/Region                  | Auszeichnungen für Musikverkäufe (Land/Region, Auszeichnung, Verkäufe) | Verkäufe  |
| ---------------------------- | ---------------------------------------------------------------------- | --------- |
| Belgien (BRMA)               | Gold                                                                   | 25.000    |
| Dänemark (IFPI)              | Platin                                                                 | 90.000    |
| Deutschland (BVMI)           | Gold                                                                   | 250.000   |
| Italien (FIMI)               | Gold                                                                   | 50.000    |
| Schweden (IFPI)              | Gold                                                                   | 15.000    |
| Vereinigtes Königreich (BPI) | 2× Platin                                                              | 1.200.000 |
| Insgesamt                    | 4× Gold · 3× Platin ·                                                  | 1.630.000 |

### Boy You Knock Me Out
| Land/Region                  | Auszeichnungen für Musikverkäufe (Land/Region, Auszeichnung, Verkäufe) | Verkäufe |
| ---------------------------- | ---------------------------------------------------------------------- | -------- |
| Vereinigtes Königreich (BPI) | Silber                                                                 | 200.000  |
| Insgesamt                    | 1× Silber ·                                                            | 200.000  |

### Wild Wild West
| Land/Region                  | Auszeichnungen für Musikverkäufe (Land/Region, Auszeichnung, Verkäufe) | Verkäufe  |
| ---------------------------- | ---------------------------------------------------------------------- | --------- |
| Australien (ARIA)            | Gold                                                                   | 35.000    |
| Belgien (BRMA)               | Platin                                                                 | 50.000    |
| Deutschland (BVMI)           | Gold                                                                   | 250.000   |
| Frankreich (SNEP)            | Gold                                                                   | 250.000   |
| Neuseeland (RMNZ)            | Gold                                                                   | 5.000     |
| Norwegen (IFPI)              | Gold                                                                   | 10.000    |
| Schweiz (IFPI)               | Gold                                                                   | 25.000    |
| Vereinigte Staaten (RIAA)    | Gold                                                                   | 500.000   |
| Vereinigtes Königreich (BPI) | Gold                                                                   | 480.000   |
| Insgesamt                    | 8× Gold · 1× Platin ·                                                  | 1.605.000 |

### Will2K
| Land/Region                  | Auszeichnungen für Musikverkäufe (Land/Region, Auszeichnung, Verkäufe) | Verkäufe |
| ---------------------------- | ---------------------------------------------------------------------- | -------- |
| Australien (ARIA)            | Gold                                                                   | 35.000   |
| Neuseeland (RMNZ)            | Gold                                                                   | 5.000    |
| Vereinigtes Königreich (BPI) | Silber                                                                 | 200.000  |
| Insgesamt                    | 1× Silber · 2× Gold ·                                                  | 240.000  |

### Black Suits Comin’ (Nod Ya Head)
| Land/Region       | Auszeichnungen für Musikverkäufe (Land/Region, Auszeichnung, Verkäufe) | Verkäufe |
| ----------------- | ---------------------------------------------------------------------- | -------- |
| Australien (ARIA) | Gold                                                                   | 35.000   |
| Norwegen (IFPI)   | Gold                                                                   | 5.000    |
| Insgesamt         | 2× Gold ·                                                              | 40.000   |

### Switch
| Land/Region                  | Auszeichnungen für Musikverkäufe (Land/Region, Auszeichnung, Verkäufe) | Verkäufe |
| ---------------------------- | ---------------------------------------------------------------------- | -------- |
| Australien (ARIA)            | Platin                                                                 | 70.000   |
| Neuseeland (RMNZ)            | Gold                                                                   | 5.000    |
| Vereinigte Staaten (RIAA)    | Gold                                                                   | 500.000  |
| Vereinigtes Königreich (BPI) | Gold                                                                   | 400.000  |
| Insgesamt                    | 3× Gold · 1× Platin ·                                                  | 975.000  |

### Live It Up
| Land/Region       | Auszeichnungen für Musikverkäufe (Land/Region, Auszeichnung, Verkäufe) | Verkäufe |
| ----------------- | ---------------------------------------------------------------------- | -------- |
| Mexiko (AMPROFON) | Gold                                                                   | 30.000   |
| Polen (ZPAV)      | Platin                                                                 | 50.000   |
| Schweiz (IFPI)    | Gold                                                                   | 10.000   |
| Insgesamt         | 2× Gold · 1× Platin ·                                                  | 90.000   |

### Está rico
| Land/Region          | Auszeichnungen für Musikverkäufe (Land/Region, Auszeichnung, Verkäufe) | Verkäufe |
| -------------------- | ---------------------------------------------------------------------- | -------- |
| Mexiko (AMPROFON)    | 2× Platin                                                              | 120.000  |
| Spanien (Promusicae) | 2× Platin                                                              | 120.000  |
| Insgesamt            | 4× Platin ·                                                            | 240.000  |

## Auszeichnungen nach Liedern

### Friend Like Me
| Land/Region                  | Auszeichnungen für Musikverkäufe (Land/Region, Auszeichnung, Verkäufe) | Verkäufe  |
| ---------------------------- | ---------------------------------------------------------------------- | --------- |
| Vereinigte Staaten (RIAA)    | Platin                                                                 | 1.000.000 |
| Vereinigtes Königreich (BPI) | Gold                                                                   | 400.000   |
| Insgesamt                    | 1× Gold · 1× Platin ·                                                  | 1.400.000 |

### Prince Ali
| Land/Region                  | Auszeichnungen für Musikverkäufe (Land/Region, Auszeichnung, Verkäufe) | Verkäufe |
| ---------------------------- | ---------------------------------------------------------------------- | -------- |
| Mexiko (AMPROFON)            | Gold                                                                   | 30.000   |
| Vereinigte Staaten (RIAA)    | Gold                                                                   | 500.000  |
| Vereinigtes Königreich (BPI) | Silber                                                                 | 200.000  |
| Insgesamt                    | 1× Silber · 2× Gold ·                                                  | 730.000  |

### Arabian Nights
| Land/Region     | Auszeichnungen für Musikverkäufe (Land/Region, Auszeichnung, Verkäufe) | Verkäufe |
| --------------- | ---------------------------------------------------------------------- | -------- |
| Brasilien (PMB) | Gold                                                                   | 20.000   |
| Insgesamt       | 1× Gold ·                                                              | 20.000   |

## Auszeichnungen nach Autorenbeteiligungen und Produktionen

### Parents Just Don’t Understand
| Land/Region               | Auszeichnungen für Musikverkäufe (Land/Region, Auszeichnung, Verkäufe) | Verkäufe |
| ------------------------- | ---------------------------------------------------------------------- | -------- |
| Vereinigte Staaten (RIAA) | Gold                                                                   | 500.000  |
| Insgesamt                 | 1× Gold ·                                                              | 500.000  |

### Summertime
| Land/Region                  | Auszeichnungen für Musikverkäufe (Land/Region, Auszeichnung, Verkäufe) | Verkäufe  |
| ---------------------------- | ---------------------------------------------------------------------- | --------- |
| Vereinigte Staaten (RIAA)    | Platin                                                                 | 1.000.000 |
| Vereinigtes Königreich (BPI) | Platin                                                                 | 600.000   |
| Insgesamt                    | 2× Platin ·                                                            | 1.600.000 |

### Ring My Bell
| Land/Region               | Auszeichnungen für Musikverkäufe (Land/Region, Auszeichnung, Verkäufe) | Verkäufe |
| ------------------------- | ---------------------------------------------------------------------- | -------- |
| Vereinigte Staaten (RIAA) | Gold                                                                   | 500.000  |
| Insgesamt                 | 1× Gold ·                                                              | 500.000  |

### Boom! Shake the Room
| Land/Region                  | Auszeichnungen für Musikverkäufe (Land/Region, Auszeichnung, Verkäufe) | Verkäufe  |
| ---------------------------- | ---------------------------------------------------------------------- | --------- |
| Australien (ARIA)            | Platin                                                                 | 70.000    |
| Deutschland (BVMI)           | Gold                                                                   | 250.000   |
| Vereinigte Staaten (RIAA)    | Gold                                                                   | 500.000   |
| Vereinigtes Königreich (BPI) | Silber                                                                 | 200.000   |
| Insgesamt                    | 1× Silber · 2× Gold · 1× Platin ·                                      | 1.020.000 |

## Auszeichnungen nach Videoalben

### The Will Smith Music Video Collection
| Land/Region               | Auszeichnungen für Musikverkäufe (Land/Region, Auszeichnung, Verkäufe) | Verkäufe |
| ------------------------- | ---------------------------------------------------------------------- | -------- |
| Vereinigte Staaten (RIAA) | Gold                                                                   | 50.000   |
| Insgesamt                 | 1× Gold ·                                                              | 50.000   |

## Statistik und Quellen
| Land/RegionAuszeichnungen für Musikverkäufe (Land/Region, Auszeichnungen, Verkäufe, Quellen) | Silber     | Gold       | Platin       | Diamant  | Verkäufe    | Quellen                                                    |
| -------------------------------------------------------------------------------------------- | ---------- | ---------- | ------------ | -------- | ----------- | ---------------------------------------------------------- |
| Australien (ARIA)                                                                            | —          | 5× Gold5   | 5× Platin5   | —        | 525.000     | aria.com.au                                                |
| Belgien (BRMA)                                                                               | —          | 4× Gold4   | 2× Platin2   | —        | 200.000     | ultratop.be                                                |
| Brasilien (PMB)                                                                              | —          | Gold1      | —            | —        | 20.000      | pro-musicabr.org.br                                        |
| Dänemark (IFPI)                                                                              | —          | Gold1      | Platin1      | —        | 135.000     | ifpi.dk                                                    |
| Deutschland (BVMI)                                                                           | —          | 4× Gold4   | Platin1      | —        | 1.500.000   | musikindustrie.de                                          |
| Europa (IFPI)                                                                                | —          | —          | 3× Platin3   | —        | (3.000.000) | ifpi.org (Memento vom 1. Januar 2014 im Internet Archive)  |
| Frankreich (SNEP)                                                                            | Silber1    | 2× Gold2   | Platin1      | Diamant1 | 1.525.000   | infodisc.fr snepmusique.com                                |
| Italien (FIMI)                                                                               | —          | Gold1      | —            | —        | 50.000      | fimi.it                                                    |
| Japan (RIAJ)                                                                                 | —          | Gold1      | —            | —        | 100.000     | riaj.or.jp                                                 |
| Kanada (MC)                                                                                  | —          | —          | 8× Platin8   | —        | 800.000     | musiccanada.com                                            |
| Mexiko (AMPROFON)                                                                            | —          | 2× Gold2   | 2× Platin2   | —        | 180.000     | amprofon.com.mx                                            |
| Neuseeland (RMNZ)                                                                            | —          | 6× Gold6   | 4× Platin4   | —        | 120.000     | aotearoamusiccharts.co.nz NZ2 NZ3                          |
| Niederlande (NVPI)                                                                           | —          | 2× Gold2   | —            | —        | 100.000     | nvpi.nl                                                    |
| Norwegen (IFPI)                                                                              | —          | 3× Gold3   | Platin1      | —        | 60.000      | ifpi.no (Memento vom 5. November 2012 im Internet Archive) |
| Österreich (IFPI)                                                                            | —          | Gold1      | —            | —        | 25.000      | ifpi.at                                                    |
| Polen (ZPAV)                                                                                 | —          | —          | Platin1      | —        | 50.000      | olis.pl                                                    |
| Schweden (IFPI)                                                                              | —          | 3× Gold3   | Platin1      | —        | 100.000     | sverigetopplistan.se                                       |
| Schweiz (IFPI)                                                                               | —          | 5× Gold5   | —            | —        | 110.000     | hitparade.ch                                               |
| Spanien (Promusicae)                                                                         | —          | —          | 2× Platin2   | —        | 120.000     | elportaldemusica.es                                        |
| Vereinigte Staaten (RIAA)                                                                    | —          | 12× Gold12 | 14× Platin14 | —        | 18.500.000  | riaa.com                                                   |
| Vereinigtes Königreich (BPI)                                                                 | 6× Silber6 | 4× Gold4   | 8× Platin8   | —        | 6.940.000   | bpi.co.uk                                                  |
| Insgesamt                                                                                    | 7× Silber7 | 57× Gold57 | 54× Platin54 | Diamant1 |             |                                                            |